# تقویت طولانی مدت

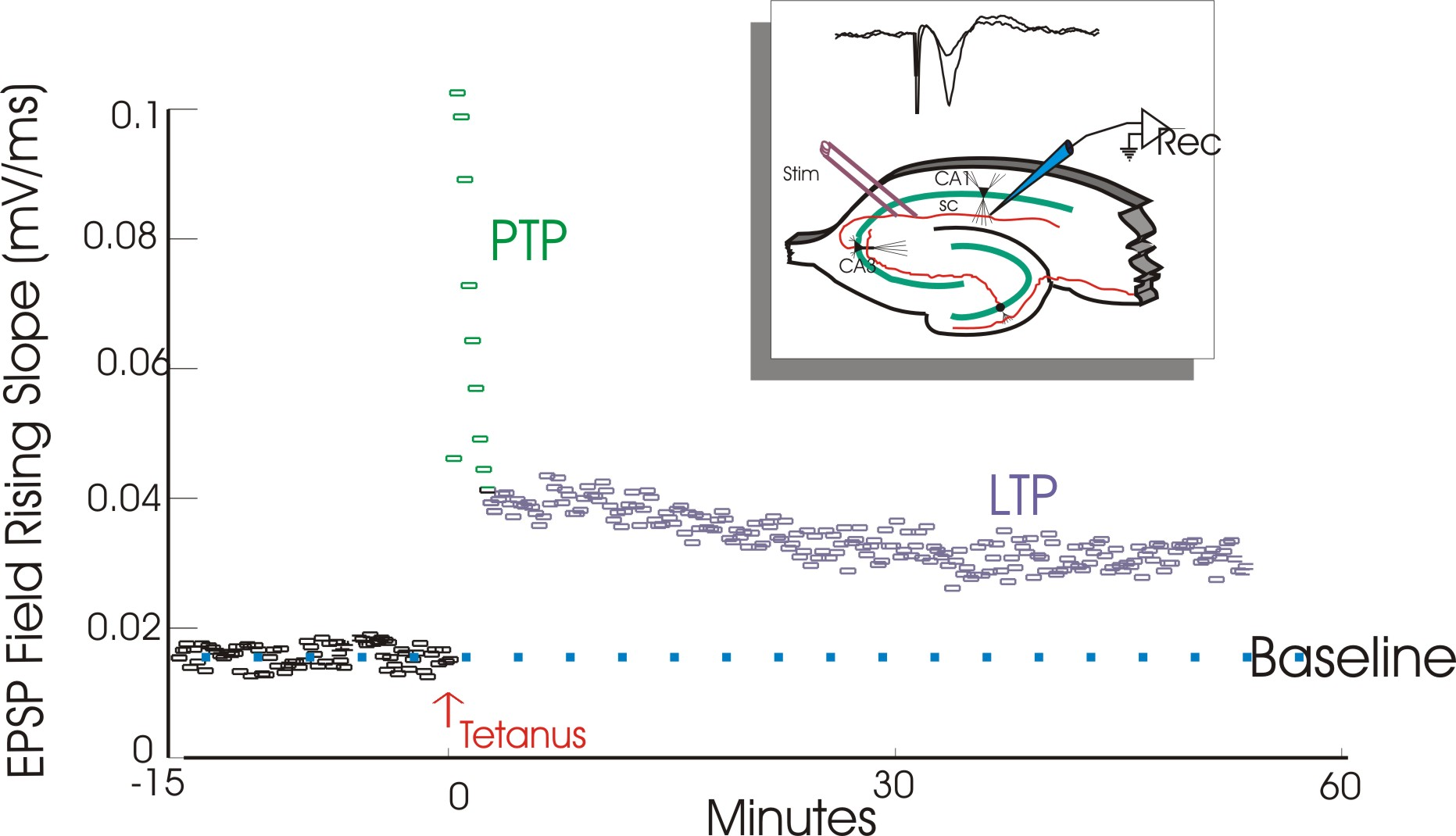
تقویت طولانی مدت (LTP) افزایش مداوم قدرت سیناپسی به دنبال تحریک فرکانس بالا یک سیناپس شیمیایی است. مطالع LTP اغلب در برش‌هایی از هیپوکامپ انجام می‌شود، اندامی که برای یادگیری و حافظه مهم است. در چنین مطالعه‌هایی، ثبت‌های الکتریکی از سلول‌ها ساخته شده و در نموداری مانند این نمودار ترسیم می‌شود. این نمودار پاسخ به محرک‌ها را در سیناپس‌هایی که تحت LTP قرار گرفته‌اند با سیناپس‌هایی که تحت LTP قرار نگرفته‌اند مقایسه می‌کند. سیناپس‌هایی که تحت LTP قرار گرفته‌اند نسبت به سایر سیناپس‌ها پاسخ الکتریکی قوی تری به محرک‌ها دارند. اصطلاح تقویت طولانی مدت از این واقعیت ناشی می‌شود که این افزایش در قدرت یا تقویت سیناپسی، در مقایسه با سایر فرآیندهایی که بر قدرت سیناپسی تأثیر می‌گذارند، مدت زمان زیادی طول می‌کشد.

در علوم اعصاب، تقویت طولانی مدت (LTP) (به انگلیسی: long-term potentiation) تقویت مداوم سیناپس‌ها بر اساس الگوهای فعالیت اخیر است. اینها الگوهای فعالیت سیناپسی هستند که باعث افزایش طولانی مدت در انتقال سیگنال بین دو نورون می‌شوند. نقطه مقابل LTP رکود طولانی مدت (LTD) است که باعث کاهش طولانی مدت در قدرت سیناپسی می‌شود.
تقویت طولانی مدت یکی از چندین پدیده زیربنایی انعطاف‌پذیری سیناپسی است، که توانایی سیناپس‌های شیمیایی برای تغییر قدرت است. همان‌طور که تصور می‌شود حافظه و خاطره‌ها با اصلاح قدرت سیناپسی کدگذاری می‌شوند و LTP به‌طور گسترده یکی از مکانیسم‌های سلولی اصلی است که زمینه یادگیری و حافظه را فراهم می‌کند.
LTP در هیپوکامپ خرگوش توسط Terje Lømo در سال ۱۹۶۶ کشف شد و از آن زمان به عنوان یک موضوع محبوب تحقیق باقی مانده است. بسیاری از مطالعه‌های LTP مدرن به دنبال درک بهتر زیست‌شناسی آن هستند، در حالی که برخی دیگر با هدف ترسیم یک ارتباط علّی بین LTP و یادگیری رفتاری هستند. با این حال، بعضی تلاش می‌کنند روش‌هایی دارویی یا روش‌های دیگر، برای تقویت LTP برای بهبود یادگیری و حافظه ایجاد کنند. LTP همچنین موضوع تحقیق‌های بالینی، در زمینه بیماری آلزایمر و اعتیاد است.

## کشف

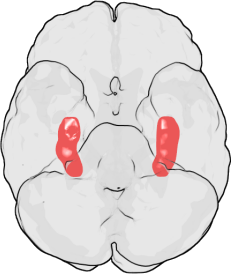
LTP اولین بار در هیپوکامپ خرگوش کشف شد.
در انسان، هیپوکامپ در لوب گیجگاهی قرار دارد. این تصویر از قسمت زیرین مغز انسان، هیپوکامپ را نشان می‌دهد که با رنگ قرمز مشخص شده است. لوب پیشانی در بالای تصویر و لوب پس‌سری در پایین قرار دارد.

LTP اولین بار توسط Terje Lømo در سال ۱۹۶۶ در اسلو، نروژ، و در آزمایشگاه Per Andersen مشاهده شد. Lømo یک سری آزمایش‌های عصبی فیزیولوژیکی را روی خرگوش‌های بیهوش انجام داد تا نقش هیپوکامپ در حافظه کوتاه مدت را کشف کند.
آزمایش‌های لومو بر روی اتصال‌ها یا سیناپس‌ها از مسیر پرفورانت تا dentate gyrus متمرکز بود. این آزمایش‌ها با تحریک الیاف پیش‌سیناپسی مسیر پرفورانت و ثبت پاسخ‌ها از مجموعه‌ای از سلول‌های پس سیناپسی dentate gyrus انجام شد. همان‌طور که انتظار می‌رفت، یک تک پالس تحریک الکتریکی به الیاف مسیر پرفورانت باعث ایجاد پتانسیل‌های پس سیناپسی تحریکی (EPSPs) در سلول‌های dentate gyrus شد. چیزی که Lømo به‌طور غیرمنتظره مشاهده کرد این بود که اگر او ابتدا یک رشته از محرک‌ها با فرکانس بالا را به فیبرهای پیش سیناپسی تحویل دهد، پاسخ سلول‌های پس سیناپسی به این محرک‌های تک پالس می‌تواند برای مدت طولانی افزایش یابد. هنگامی که چنین رشته‌ای از محرک‌ها اعمال شد، محرک‌های تک پالسی بعدی EPSPهای قوی تر و طولانی تر را در جمعیت سلولی پس سیناپسی برانگیخت. این پدیده، که به موجب آن یک محرک با فرکانس بالا می‌تواند یک افزایش طولانی مدت در پاسخ سلول‌های پس سیناپسی به محرک‌های تک پالس بعدی ایجاد کند، «تقویت طولانی‌مدت» نامیده شد.

## مدل‌ها و نظریه

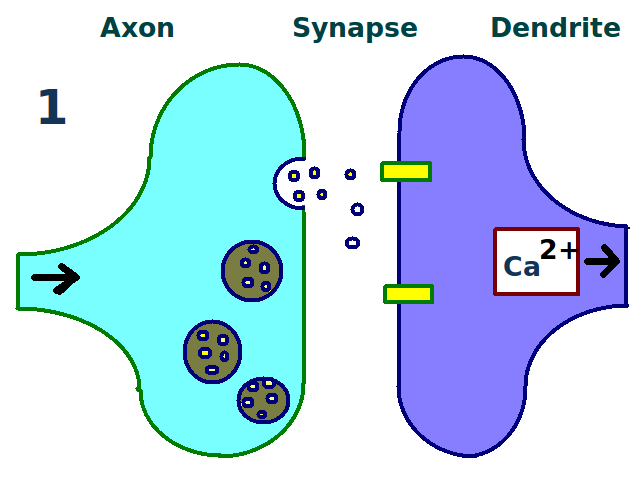
یک سیناپس به‌طور مکرر تحریک می‌شود.

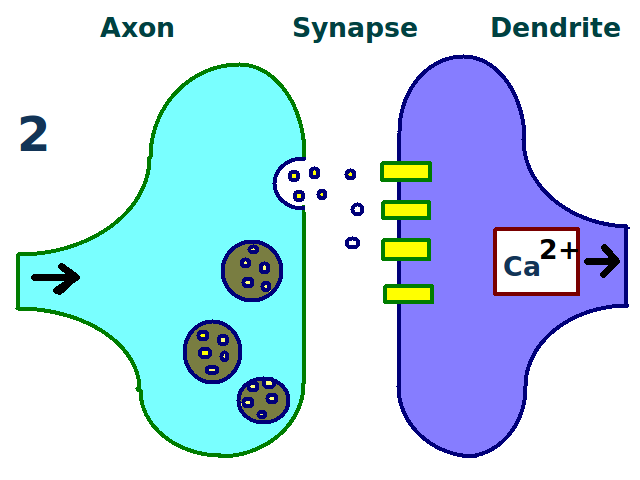
گیرنده‌های دندریتیک بیشتر.

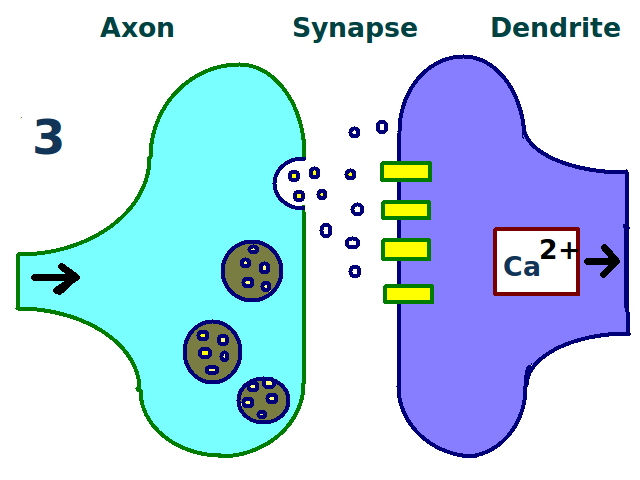
انتقال دهنده‌های عصبی بیشتر.

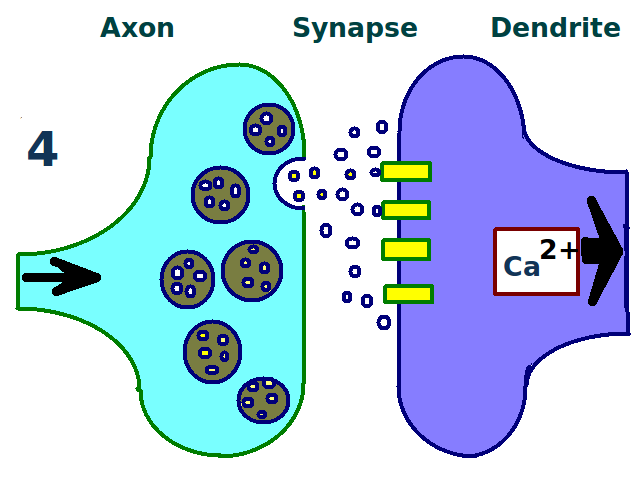
ارتباط قوی تر بین نورون‌ها.

مکانیسم فیزیکی و بیولوژیکی LTP هنوز درک نشده است، اما برخی از مدل‌های موفق توسعه یافته‌اند. مطالعه بر روی خارهای دندریتی (dendritic spines)، ساختارهای بیرون زده روی دندریت‌هایی که به‌طور فیزیکی در طی چند دقیقه یا چند ساعت رشد می‌کنند و جمع می‌شوند، رابطه ای بین مقاومت و رسانایی الکتریکی خارها و قدرت سیناپس مؤثر را نشان داده است، که این به دلیل ارتباط آنها با کلسیم داخل سلولی گذرا است. مدل‌های ریاضی مانند تئوری BCM، که به کلسیم داخل سلولی در رابطه با مجرای یونی وابسته به ولتاژ گیرنده ان‌ام‌دی‌ای (NMDA) نیز وابسته است، از دهه ۱۹۸۰ توسعه یافته‌اند و مدل سنتی یادگیری بر اساس نظریه هبی را با توجیه بیولوژیکی و تجربی اصلاح می‌کنند.

## اهمیت بالینی
نقش LTP در بیماری کمتر از نقش آن در مکانیسم‌های اساسی انعطاف‌پذیری سیناپسی است. با این حال، تغییرها در LTP ممکن است به تعدادی از بیماری‌های عصبی، از جمله افسردگی، بیماری پارکینسون، صرع و درد نوروپاتیک کمک کند. اختلال LTP همچنین ممکن است در بیماری آلزایمر و اعتیاد به مواد مخدر نقش داشته باشد.

### بیماری آلزایمر

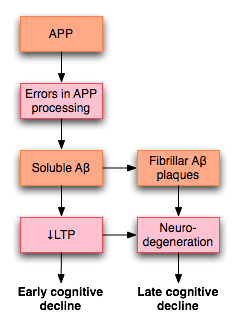
پردازش نادرست APP در بیماری آلزایمر، LTP را مختل می‌کند و تصور می‌شود که منجر به کاهش زودهنگام شناختی در افراد مبتلا به این بیماری شود.
.

LTP در میان کسانی که بیماری آلزایمر (AD)، که یک بیماری تخریب کننده عصبی که باعث کاهش قابل توجه شناختی و زوال عقل می‌شود، را مطالعه می‌کنند، بسیار مورد توجه قرار گرفته است. بیشتر این زوال در ارتباط با تغییر دژنراتیو در هیپوکامپ و سایر ساختارهای لوب گیجگاهی رخ می‌دهد. به دلیل نقش ثابت هیپوکامپ در LTP، برخی پیشنهاد کرده‌اند که کاهش شناختی که در افراد مبتلا به AD مشاهده می‌شود ممکن است ناشی از اختلال LTP باشد.
در یک مطالعه مروری در سال ۲۰۰۳، Rowan و همکاران، یک مدل برای اینکه LTP چگونه ممکن است در AD تحت تأثیر قرار گیرد، پیشنهاد کرد. به نظر می‌رسد AD، حداقل تا حدی، ناشی از پردازش نادرست پروتئین پیش ساز آمیلوئید بتا (APP) باشد. نتیجه این پردازش غیرعادی، تجمع قطعه‌هایی از این پروتئین به نام آمیلوئید بتا (Aβ) است. Aβ به دو شکل محلول و فیبریلار وجود دارد. پردازش نادرست APP منجر به تجمع Aβ محلول می‌شود که طبق فرضیه روآن، LTP هیپوکامپ را مختل می‌کند و ممکن است منجر به کاهش شناختی شود که در اوایل AD مشاهده می‌شود.
AD همچنین ممکن است LTP را از طریق مکانیسم‌های متمایز از Aβ مختل کند. به عنوان مثال، یک مطالعه نشان داد که آنزیم PKMζ در پیچ‌های نوروفیبریلاری که یک نشانگر پاتولوژیک AD هستند، تجمع می‌یابد. PKMζ آنزیمی با اهمیت حیاتی در نگهداری LTP است.

### اعتیاد به مواد مخدر
تحقیق در زمینه پزشکی اعتیاد نیز اخیراً تمرکز خود را به LTP معطوف کرده است، با توجه به این فرضیه که اعتیاد به مواد مخدر نشان دهنده شکل قدرتمندی از یادگیری و حافظه است. اعتیاد یک پدیده عصبی-رفتاری پیچیده است که بخش‌های مختلف مغز را درگیر می‌کند، مانند ناحیه تگمنتوم شکمی (VTA) و هسته آکومبنس (NAc). مطالعه‌ها نشان داده‌اند که سیناپس‌های VTA و NAc می‌توانند تحت LTP قرار گیرند و این LTP ممکن است مسئول رفتارهایی باشد که اعتیاد را مشخص می‌کند.

## برای مطالعهٔ بیشتر
- Bliss T, Collingridge G, Morris R (2004). Long-term potentiation: enhancing neuroscience for 30 years. Oxford: Oxford University Press. ISBN 978-0-19-853030-5.

- Andersen P, Morris R, Amaral D, Bliss T, O'Keefe J (2007). The hippocampus book. Oxford: Oxford University Press. pp. 350–474. ISBN 978-0-19-510027-3.